# Рудня (Олевська міська громада)
Ру́дня (до 07.06.1946 року Рудня Собичинська) — село в Україні, в Коростенському районі Житомирської області. Входить до складу Олевської міської громади.Населення становить 136 осіб (2001 р.).

## Історія
У 1906 році село Юрівської волості Овруцького повіту Волинської губернії. Відстань від повітового міста 97 верст, від волості 17. Дворів 39, мешканців 260.

## Населення
Згідно з переписом УРСР 1989 року чисельність наявного населення села становила 145 осіб, з яких 71 чоловік та 74 жінки.
За переписом населення України 2001 року в селі мешкало 136 осіб. 100 % населення вказало своєю рідною мовою українську мову.